# Barbara Hoyt
Barbara Jeanne Hoyt (Coeur d'Alene, 27 de diciembre de 1951-Washington D. C., 3 de diciembre de 2017) fue una enfermera estadounidense, conocida por haber sido miembro de la Familia Manson. Hoyt fue testigo en el enjuiciamiento de Charles Manson y sus seguidores, por parte del fiscal de distrito Vincent Bugliosi por los denominados asesinatos Tate-LaBianca, uno de los juicios por asesinato de más alto perfil en la historia de los Estados Unidos.

## Vida
Hoyt vivía con la Familia Manson en el Spahn Ranch.
En 1971, cinco seguidores de Manson: Catherine "Gypsy" Share, Lynette "Squeaky" Fromme, Dennis Rice, Steve "Clem" Grogan y Ruth Ann "Ouisch" Moorehouse fueron acusados de intento de asesinato después de conspirar para asesinar a Hoyt para evitar que testificara para la acusación durante el juicio por asesinato Tate / LaBianca.
Moorehouse debería atraer a Hoyt a Honolulu, Hawái, para que ella no pudiera testificar. Una vez en Hawái, si no se podía convencer a Hoyt de que no testificara, Moorehouse la mataría. El 9 de septiembre de 1971, cuando Hoyt se estaba preparando para abordar su vuelo de regreso a California, se alegó que Moorehouse le compró una hamburguesa a Hoyt y la mezcló con una fuerte dosis de LSD, luego la dejó y voló de regreso a California. Hoyt, hospitalizada por el grave envenenamiento, sobrevivió al atentado contra su vida.
Share y los demás fueron acusados inicialmente de intento de asesinato; el cargo se redujo más tarde a conspiración para disuadir a un testigo de testificar.
Share, Fromme, Rice y Grogan cumplieron sentencias de 90 días en la cárcel del condado de Los Ángeles. Moorehouse nunca cumplió su sentencia, ya que no se presentó a la audiencia.